# Stångeland
Stångeland is een plaats in de gemeente Västervik in het landschap Småland en de provincie Kalmar län in Zweden. De plaats heeft 56 inwoners (2005) en een oppervlakte van 13 hectare.